# Los Pinares del Júcar
Los Pinares del Júcar es un parque periurbano situado al norte de la ciudad española de Albacete.

## Historia
Los Pinares del Júcar se crearon en 1980 en una zona de pinos de Pozo Rubio. Su antecedente eran las playas de Albacete El Palo y El Vivero, situadas en el Canal de María Cristina.

## Características
Los Pinares del Júcar, como su nombre indica, es una zona de pinos situada muy cerca del río Júcar. Cuenta con paseos, caminos, césped, parque infantil, mesas con bancos, barbacoas, restaurante y todo lo que requiere un espacio de ocio de estas características.

## Flora y fauna
Los Pinares es una zona boscosa que se caracteriza por sus grandes y altos pinos, así como encinas, matorrales mediterráneos y una amplia variedad de especies que se encuentran en menor número.
En cuanto a la fauna, aparte de palomas, tórtolas y gorriones más o menos frecuentes en la mayoría de los parques urbanos, también encontramos verdecillos, pitos reales, zarceros, mosquiteros, herrerillos, arrendajos, jilgueros y otros muchos pájaros.